# Hokkaidō-jingū

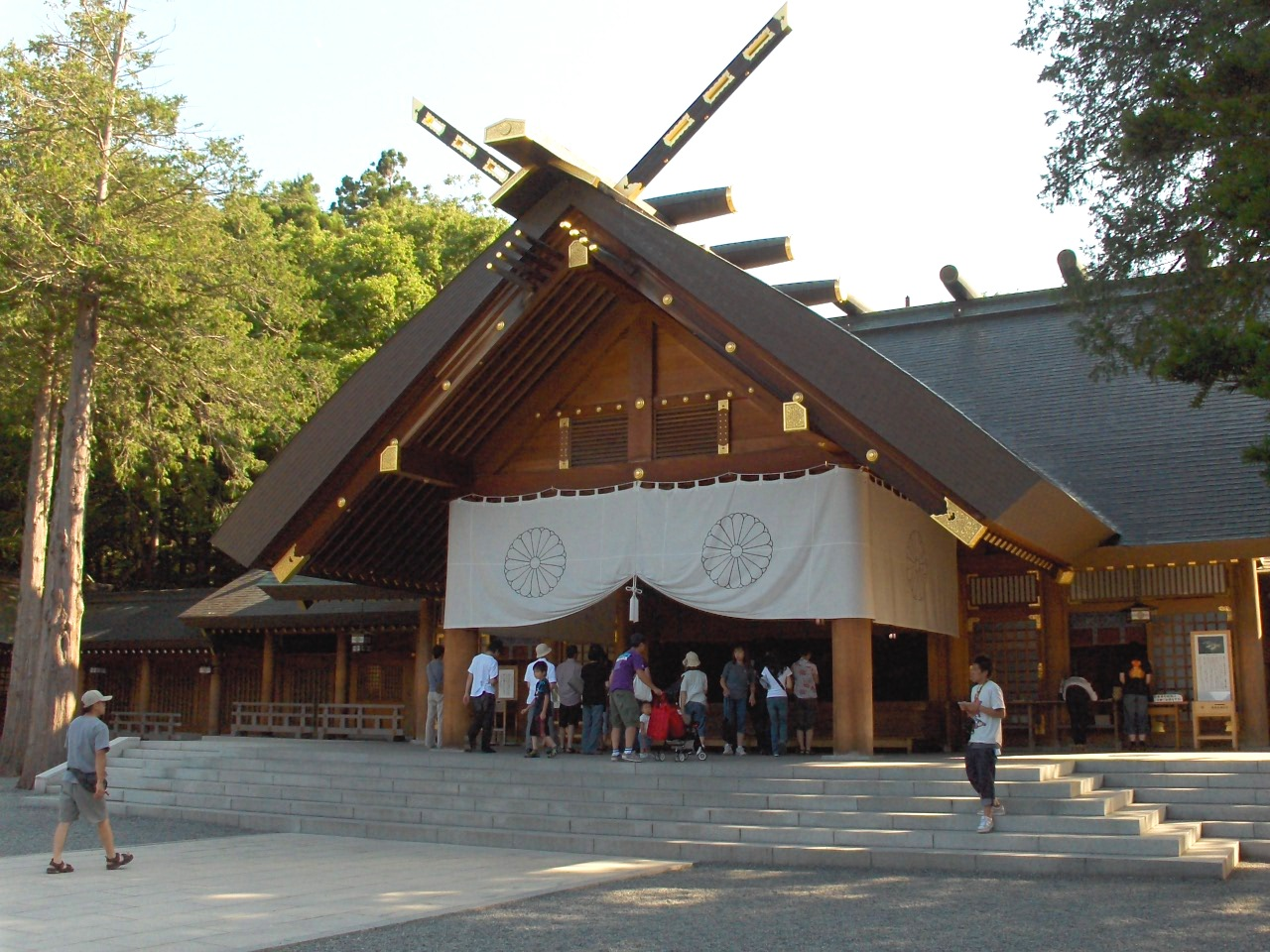
Hokkaidō-jingū, August 2007

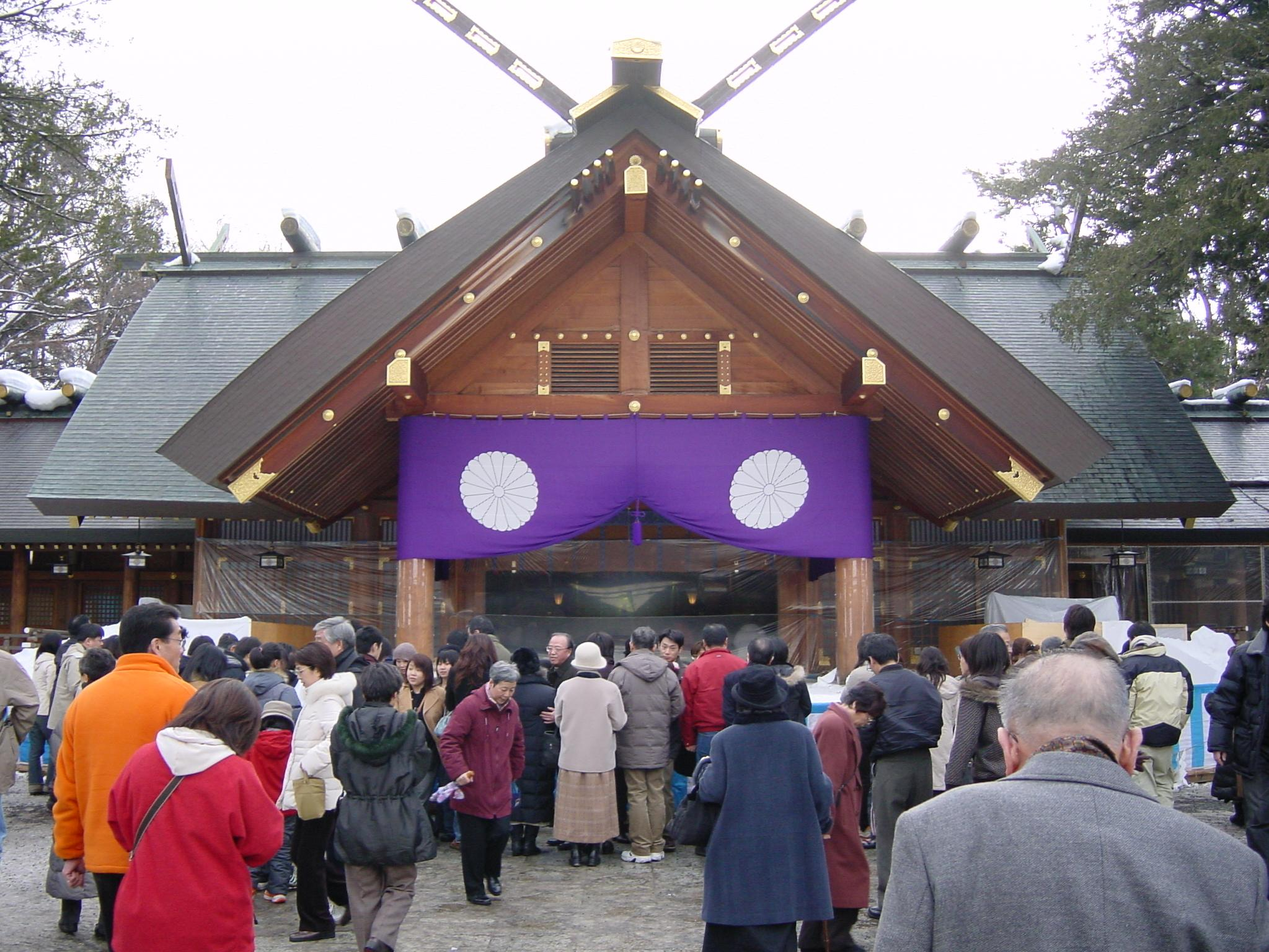
Hokkaidō-jingū, Januar 2006

Der Hokkaidō-jingū (japanisch 北海道神宮) ist ein Shintō-Schrein im Stadtbezirk Chūō-ku der Stadt Sapporo auf Hokkaidō in Japan.
Er wurde im Jahr 1869 vom Meiji-tennō unter dem Namen Sapporo-jinja eingeweiht, kurz nachdem die japanische Zentralregierung die bis dahin noch als Ezo bekannte Insel unter ihre Kontrolle gebracht hatte. Die Bauarbeiten wurden jedoch erst 1871 fertiggestellt.
Die von Meiji-tennō zur Reklamation von Hokkaidō eingeschreinten Kami sind Ōkunitama-no-kami (大国魂神) als Kami Hokkaidōs, Ōnamuchi-no-kami (大那牟遅神, manchmal auch ein anderer Name für Ōkuninushi) als Kami der Schöpfung und Entwicklung des Landes sowie Sukuna-hikona-no-kami (少彦名神, ein Partner und Helfer Ōkuninushis) als Kami der Heilungskünste. Im Jahr 1964 wurde Meiji-tennō ebenfalls einer der Haupt-Kami des Schreins und der Name in Hokkaidō-jingū geändert.
Der Hokkaidō-jingū ist der größte und wichtigste Schrein auf Hokkaidō und befindet sich in einem hügeligen und stark bewaldeten Teil des Maruyama-Parks im Westen der Stadtmitte Sapporos. Etwa 1.200 Kirschblütenbäume befinden sich auf dem Schreingelände.
An Neujahr besuchen mehrere hunderttausend bis 1 Million Menschen trotz durchschnittlicher Niedrigtemperaturen von −6 °C den Schrein zum Hatsumōde.
Die berühmteste Veranstaltung des Schreins ist sein Hauptfest (jingū-rei-sai), auch als Sapporo-Matsuri bekannt. Es findet vom 14. bis 16. Juni statt und ist eines der zehn größten Feste Japans sowie das größte Fest Hokkaidōs und zählt etwa 1 Million Besucher.